# Iso-Kuorikka
Iso-Kuorikka är en sjö i kommunen Jämsä i landskapet Mellersta Finland i Finland. Sjön ligger 120,4 meter över havet. Arean är 75 hektar och strandlinjen är 4,97 kilometer lång. Sjön  ingår i Kumo älvs huvudavrinningsområde.   Den ligger omkring 61 kilometer sydväst om Jyväskylä och omkring 190 kilometer norr om Helsingfors. 